# Rocky Marquette
Rocky Marquette (ur. 15 maja 1980 we Fremont w stanie Michigan, USA) – amerykański aktor.

## Filmografia
- 2002: Next! – różne role
- 2002: Spider-Man
- 2004: Anderson’s Cross jako Shawn Jenkins
- 2005: Iowa jako kuzyn Jake
- 2005: Guy in Row Five
- 2005: Kostnica jako Grady
- 2006: Bondage jako Richard
- 2007: Triloquist jako Norbert
- 2007: Take jako Mark
- 2008: 1968: Tunnel Rats jako Terence Verano
- 2008: Brzuchomówca jako Norbert
- 2010: Anderson’s Cross jako Shawn Jenkins
- 2012: W drodze jako Alfred